# Kanji-Kentei
Der Kanji Kentei (jap. 漢字検定, manchmal als Kanken abgekürzt) ist ein Test, um die Kanji-Fähigkeiten zu prüfen. Der komplette japanische Name (Nihon kanji nōryoku kentei shiken 日本漢字能力検定試験) bedeutet „Japanischer Kanji-Kompetenz-Test“.

## Durchführung, Schwierigkeitsgrade
Für Muttersprachler des Japanischen entwickelt, ist der Test auch für Japanischlernende immer populärer geworden. Er wird dreimal jährlich durchgeführt. Am Kanji Kentei im März 2015 beteiligten sich insgesamt 741.377 Prüflinge.
Es gibt 12 Stufen (10 bis 3, Pre-2, 2, Pre-1 und 1), wobei 10 die niedrigste und 1 die höchste ist. Der Test überprüft die Fähigkeiten, Kanji lesen und schreiben, ihre Bedeutung verstehen und sie richtig in Sätzen anwenden zu können, sowie die Kenntnis der korrekten Strichfolgen und Strichzahlen.
In den Anfangsstufen bestehen ca. 80 % der Teilnehmer. Generell kann von einem muttersprachlichen Oberschule-Absolventen (12. Klasse) mit durchschnittlichen Fähigkeiten erwartet werden, den pre-2 Test mit einem geringen Maß an Vorbereitung zu bestehen. Stufe 1 hingegen ist so schwer, dass landesweit nur ca. 1000 Menschen teilnehmen, von denen üblicherweise lediglich bis zu 150 bestehen. Für diese herausragende Leistung bringt die japanische Gesellschaft den erfolgreichen Absolventen höchste Achtung, ja Ehrerbietung entgegen.
Der Test dauert 60 Minuten. Die nötige Anzahl richtiger Antworten beträgt 80 % für Stufe 10 bis 8, 70 % für Stufe 7 bis Pre-2, und 80 % für 2, Pre-1 und 1.

## Test-Stufen

### Stufe 10
Prüfungsgegenstand:
- 80 Kanji, die im ersten Schuljahr der Grundschule gelernt werden.

### Stufe 9
Prüfungsgegenstand:
- 240 Kanji, die bis zum Ende des 2. Schuljahrs der Grundschule gelernt werden.

### Stufe 8
Prüfungsgegenstand:
- 440 Kanji, die bis zum Ende des 3. Schuljahrs der Grundschule gelernt werden, einschließlich On-Lesungen und Kun-Lesungen, Strichfolgen, Schreibfähigkeit, Fähigkeit, die Zeichen in Sätzen zu verwenden, und die Namen von Radikalen.

### Stufe 7
Prüfungsgegenstand:
- 640 Kanji, die bis zum Ende des 4. Schuljahrs der Grundschule gelernt werden, einschließlich On- und Kun-Lesungen, Strichfolgen, Schreibfähigkeit, Fähigkeit die Zeichen in Sätzen zu verwenden und Namen von Radikalen.
- Wort-Gegensatzpaare.
- Unterscheidung zwischen gleichlautenden Wörtern
- idiomatische Wendungen und aus Kanji zusammengesetzte Wörter.

### Stufe 6
Prüfungsgegenstand:
- 825 Kanji, die bis zum Ende des 5. Schuljahres der Grundschule gelernt werden, einschließlich On- und Kun-Lesungen, Strichfolgen, Schreibfähigkeit, Fähigkeit, die Zeichen in Sätzen zu verwenden und die Namen von Radikalen.
- die Kenntnis von Wort-Gegensatzpaaren.
- Unterscheidung zwischen gleichlautenden Wörtern
- idiomatische Wendungen und aus Kanji zusammengesetzte Wörter.

### Stufe 5
Prüfungsgegenstand:
- 1006 Kanji, die bis zum Ende des 6. Schuljahres der Grundschule gelernt werden (sogenannte Kyouiku-Kanji), einschließlich On- und Kun-Lesungen, Strichfolgen, Schreibfähigkeit, Fähigkeit, die Zeichen in Sätzen zu verwenden und Radikalnamen.
- Die Kenntnis von Wort-Gegensatzpaaren.
- Unterscheidung zwischen gleichlautenden Wörtern
- idiomatische Wendungen und zusammengesetzte Wörter aus 4 Kanji.

Stufe 5 entspricht in etwa der Kanji-Fähigkeit, um Stufe 2 des Japanese Language Proficiency Tests bestehen zu können.

### Stufe 4
Prüfungsgegenstand:
- 1006 Kanji, die bis zum Ende der 6. Klasse der Grundschule gelernt werden, und zusätzlich 300 Standard-Kanji
- On- und Kun-Lesungen und die Fähigkeit, die Zeichen in Sätzen zu verwenden.
- Leseverständnis ca. 1300 Zeichen, Schreibung von ca. 900
- Die Kenntnis von Wortgegensatzpaaren und Synonymen.
- Unterscheidung zwischen gleichlautenden Wörtern
- idiomatische Wendungen und zusammengesetzte Wörter aus 4 Kanji
- Radikale und Gebrauch eines Kanji-Lexikons

### Stufe 3
Prüfungsgegenstand:
- 1006 Kanji, die bis zum Ende der 9. Klasse des Gymnasiums gelernt werden, und zusätzlich 600 Standard-Kanji[2]
- On- und Kun-Lesungen und die Fähigkeit, die Zeichen in Sätzen zu verwenden.
- Leseverständnis ca. 1600 Zeichen
- besondere oder unübliche Kanji-Lesungen
- Ateji (当て字)
- Die Kenntnis von Wortgegensatzpaaren und Synonymen
- Unterscheidung zwischen gleichlautenden Wörtern
- idiomatische Wendungen und zusammengesetzte Wörter aus vier Kanji
- Radikale und Gebrauch eines Kanji-Lexikons

### Stufe Pre-2
Prüfungsgegenstand:
- die Kanji, die bis zum Ende der 11. Klasse gelernt werden.[3]
- On- und Kun-Lesungen
- Anwendung von Kanji in Sätzen
- Leseverständnis aller 1945 Standard-Kanji
- besondere und unübliche Kanji-Lesungen
- Ateji
- Wortgegensatzpaare und Synonyme
- Unterscheidung zwischen gleichlautenden Wörtern
- besondere zusammengesetzte Wörter
- komplexe Radikale

Stufe Pre-2 entspricht in etwa der Kanji-Fähigkeit, um Stufe 1 des Japanese Language Proficiency Tests bestehen zu können.

### Stufe 2
Prüfungsgegenstand:
- Die Kanji, die bis zum Ende der Schulzeit (Oberschule, 12. Klasse) gelernt werden: Leseverständnis und Schreibung aller 2136 (ab 2010) Standard-Kanji, 284 wichtige Namens-Kanji (人名用漢字, Jinmeiyō-Kanji).
- On- und Kun-Lesungen und die Fähigkeit, die Zeichen in Sätzen zu verwenden.
- besondere und unübliche Kanji-Lesungen
- Ateji
- Wortgegensatzpaare und Synonyme
- Unterscheidung zwischen gleichlautenden Wörtern
- besondere zusammengesetzte Wörter.
- komplexe Radikale und die Zusammensetzung von Kanji

### Stufe Pre-1
Prüfungsgegenstand:
- Leseverständnis und Schreibung von etwa 3000 Kanji (ihren On- und Kun-Lesungen)
- Anwendung von Kanji in Sätzen, Kontextauswahl
- besondere und unübliche Kanji-Lesungen
- „ateji“
- Die Kenntnis von Wortgegensatzpaaren und Synonymen
- Unterscheidung zwischen gleichlautenden Wörtern
- besondere zusammengesetzte Wörter
- komplexe Radikale
- Kanji, die es nur im Japanischen gibt
- klassische Japanische Sprichwörter/Idiomatische Ausdrücke

### Stufe 1
Prüfungsgegenstand:
- Leseverständnis und Schreibung etwa 6000 Kanji mit On- und Kun-Lesungen
- Anwendung von Kanji in Sätzen, Kontextauswahl
- besondere und unübliche Kanji-Lesungen.
- „ateji“
- Wortgegensatzpaaren und Synonymen
- Unterscheidung zwischen gleichlautenden Wörtern
- besondere zusammengesetzte Wörter
- komplexe Radikale
- Kanji, die es nur im Japanischen gibt
- klassische japanische Sprichwörter / idiomatische Ausdrücke
- Orts- und Landesnamen
- Die Beziehung zwischen modernen und antiken oder alten Zeichenformen erkennen können.